# Patissa rufitinctalis
Patissa rufitinctalis là một loài bướm đêm trong họ Crambidae.